# Marxa del Garraf
La Marxa del Garraf és una caminada de resistència no competitiva, organitzada per la Unió Muntanyenca Eramprunyà, que es realitza anualment pel massís del Garraf, amb sortida i arribada de Gavà.
La Marxa del Garraf que s'inicià l'any 1995, amb la seva primera edició, és una caminada individual, sobre un trajecte senyalitzat, que s'ha de fer a un cert ritme, sense necessitat de córrer. Al llarg del trajecte la UME disposa un punts de control i avituallament de forma que les persones que participen només han de portar l'aigua necessària per anar d'un control a l'altre, a més d'allò que es detalla al Reglament de la Marxa. No és una caminada competitiva, és un repte individual que obté com a premi el reconeixement públic de la seva realització. El seu recorregut transcorre per cinc municipis (Gavà, Castelldefels, Sitges, Olivella i Begues) per senders i d'altres camins, amb un desnivell acumulat lleugerament superior als 3.000 metres, assolint la cota més elevada a Campgràs i Serra de la Guàrdia (525 metres) i la més baixa a Garraf, a nivell de mar. Des de l'any 2008 la Marxa ofereix dues distàncies, una llarga i una curta. Les distàncies poden variar d'una edició a l'altre; la llarga pot estar entre els 45 i els 50 quilòmetres, i la curta entre els 21 i els 23 quilòmetres. Així, per exemple,en l'edició del 2022, els participants havien de completar un total de 46 quilòmetres amb 1.650 metres de desnivell positiu i 3.300 metres de desnivell acumulat en un temps màxim de 13 hores.
Des que el 1998 la FEEC comencés a organitzar la Copa Catalana de caminades de resistència i d'alta resistència, la Marxa del Garraf ha forma part del calendari de la Copa Catalana de Caminades de Resistència, i des del 2017 -amb el canvi de model- forma part del Circuit Català de Caminades de Resistència organitzat per la Federació d'Entitats Excursionistes de Catalunya (FEEC).